# فاينو كاليو
فاينو كاليو هو سياسي فنلندي، ولد في 17 أبريل 1897، وتوفي في 9 فبراير 1938. نشط حزبياً في الحزب الشيوعي الفنلندي. وقد انتخب عضو برلمان فنلندا ‏.